# Filipińczyki
Filipińczyki (Rhabdornithinae) – monotypowa podrodzina ptaków z rodziny szpakowatych (Sturnidae). 

## Występowanie
Podrodzina obejmuje gatunki występujące endemicznie  na Filipinach. 

## Charakterystyka
Długość ciała 15,1–18,8 cm, masa ciała 22,4–46 g. Wyglądem przypominają pełzacze, są podobnej wielkości, mają zakrzywione do dołu dzioby, którymi wydobywają owady z zagłębień w korze. W odróżnieniu od pełzaczy mają język przystosowany również do pobierania nektaru z kwiatów. Są ptakami osiadłymi, nie podejmują dalekich wędrówek.

## Systematyka

### Etymologia
Rhabdornis: gr. ῥαβδος rhabdos – pasek (por. ῥαβδος rhabdos – gałązka); ορνις ornis, ορνιθος ornithos – ptak.

### Podział systematyczny
Pokrewieństwo filipińczyków z innymi ptakami nie jest jasno ustalone. Podczas gdy niektórzy autorzy wyróżniają je w samodzielną rodzinę Rhabdornithidae, inni umieszczają je wewnątrz pełzaczy, tymaliowatych oraz szpakowatych. Lovette i Rubenstein wykazali, że filipińczyki tworzą odrębną linię rozwojową, siostrzaną dla szpakowatych i dlatego obecnie wiele ujęć systematycznych umieszcza ten takson w Sturnidae. Do podrodziny należy jeden rodzaj z następującymi gatunkami::
- Rhabdornis mystacalis – filipińczyk wąsaty
- Rhabdornis inornatus – filipińczyk gładki